# Eurylepis poonaensis
Espèce
Synonymes
- Eumeces poonaensis Sharma, 1970

Statut de conservation UICN

 EN B1ab(iii) : En danger
Eurylepis poonaensis est une espèce de sauriens de la famille des Scincidae.

## Répartition
Cette espèce est endémique d'Inde.

## Publication originale
- Sharma, 1970 : A new lizard, Eumeces poonaensis (Scincidae) from India. Records of the Zoological Survey of India, vol. 62, p. 239-241.